# Rudgea mcphersonii
Rudgea mcphersonii là một loài thực vật có hoa trong họ Thiến thảo. Loài này được Dwyer ex C.M.Taylor miêu tả khoa học đầu tiên năm 1996.